# إيديونية مستنشقة الكلور
إيديونية مستنشقة الكلور (الاسم العلمي: Ideonella dechloratans) هي نوع من البكتيريا، سلبية الغرام، تتبع الإيديونيات.